# Àcid heptatriacontanoic

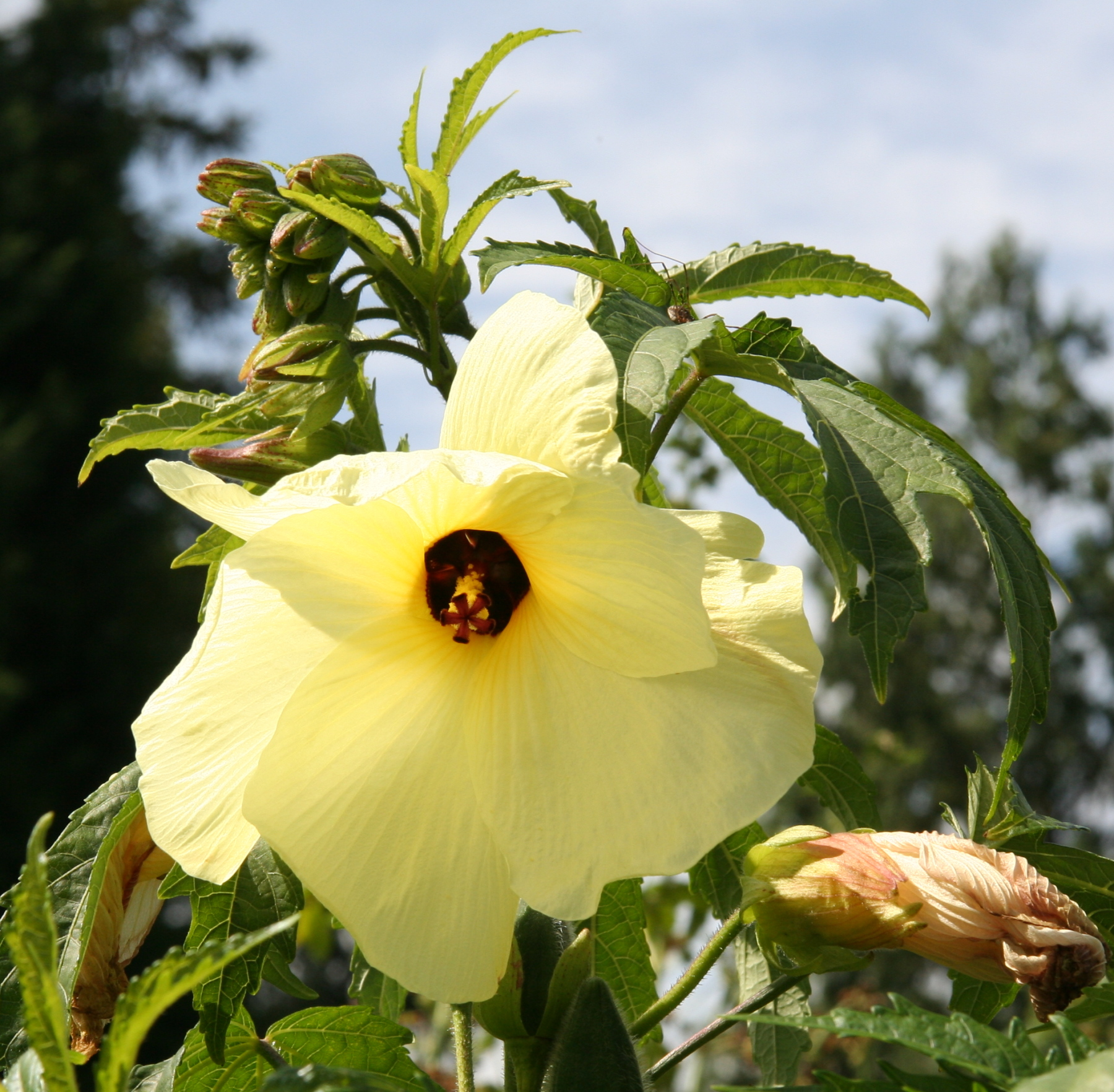
Flor dAbelmoschus manihot

L'àcid heptatriacontanoic és un àcid carboxílic de cadena lineal amb trenta-set àtoms de carboni, la qual fórmula molecular és {\displaystyle {\ce {C37H74O2}}}. En bioquímica és considerat un àcid gras, i se simbolitza per C37:0.
A temperatura ambient l'àcid heptatriacontanoic és un sòlid. El seu punt d'ebullició és de 536,83 °C, a 25 °C la seva densitat és de 0,8741 g/cm³ i el seu índex de refracció val 1,5069. De forma natural s'ha trobat a les flors d'Abelmoschus manihot. També s'ha detectat en zooplàncton.